# Paraje la Loma
Paraje la Loma är en ort i Mexiko.   Den ligger i kommunen Oaxaca de Juárez och delstaten Oaxaca, i den sydöstra delen av landet, 400 km sydost om huvudstaden Mexico City. Paraje la Loma ligger 1 655 meter över havet och antalet invånare är 355.
Terrängen runt Paraje la Loma är varierad. Runt Paraje la Loma är det tätbefolkat, med 881 invånare per kvadratkilometer. Närmaste större samhälle är Oaxaca de Juárez, 8,2 km söder om Paraje la Loma. Omgivningarna runt Paraje la Loma är en mosaik av jordbruksmark och naturlig växtlighet.